# Thereva sobrina
Thereva sobrina är en tvåvingeart som beskrevs av Krober 1912. Thereva sobrina ingår i släktet Thereva och familjen stilettflugor. Inga underarter finns listade i Catalogue of Life.